# Complexe dynamica
Complexe dynamica is de studie van dynamische systemen die zich voornamelijk bezighoudt met de iteratie van complexwaardige functies. Complexe analytische dynamica is de complexe dynamica van holomorfe functies. Onder andere fractals worden er in behandeld.

## Technieken
- Algemeen
  - Stelling van Montel
  - Poincaré-metriek
  - Lemma van Schwarz
  - Afbeeldingstelling van Riemann
  - Stelling van Carathéodory

## Delen

### Holomorfe dynamica
Dynamica van holomorfe functies
- in een complexe variabele
- in verschillende complexe variabelen

### Hoekgetrouwe dynamiek
De hoekgetrouwe dynamiek verenigt holomorfe dynamiek in een complexe variabele met differentieerbare dynamica in een reële variabele.